# نردة شهر (بالش)
نردة شهر (بالفارسية: نرده شهر) هي قرية تقع في إيران في البلدة المركزية. يقدر عدد سكانها بـ 809 نسمة بحسب إحصاء 2016.